# Melanie Fiona
Melanie Fiona (Toronto, 4 juli 1983) is een Canadees R&B zangeres. Ze heeft onder andere twee Grammy Awards gewonnen.
Het debuutalbum van Fiona kwam in 2009 uit onder de naam The Bridge. Hiervan werd het nummer Give It to Me Right de eerste single die werd uitgebracht. Deze bereikte de 20e plaats in de Canadian Hot 100 en de 41e plaats in de UK Singles Chart. Haar tweede single, It Kills Me, werd haar doorbraak en bereikte de top 50 van de Billboard Hot 100. Hierna bracht ze nog diverse nummers uit. Het nummer Fool for You zong ze samen met Cee Lo Green, waarmee ze twee grammy's won, te weten voor Best Traditional R&B Performance en Best R&B Song. Ze heeft ook met John Legend en The Roots samen het lied "Wake up everybody" gezongen.

## Albums
- 2009: The Bridge
- 2012: The MF Life

- Bibliothèque nationale de France: cb161452760 (data)
- Gemeinsame Normdatei: 139143238
- International Standard Name Identifier: 0000 0000 7852 3208
- Library of Congress Control Number: no2009188650
- MusicBrainz: 209e47f9-df65-47bd-9a40-4fb4c5c9c349
- Nationale Bibliotheek van Tsjechië: osa2010580664
- Système universitaire de documentation: 176952403
- Virtual International Authority File: 100446545
- WorldCat: E39PBJgMDtrTgWt8rhjQCXM773